# Лібор Кашик
Лібор Кашик (чеськ. Libor Kašík; 31 березня 1992) — чеський хокеїст, воротар. Виступає за ХК «Злін» у Чеській Екстралізі.
Вихованець хокейної школи ХК «Злін». Виступав за клуби «Злін», «Оломоуць».
В чемпіонатах Чехії — 1 матч.
У складі молодіжної збірної Чехії учасник чемпіонату світу 2012. У складі юніорської збірної Чехії учасник чемпіонату світу 2010.